# Wevelsbek
Die Wevelsbek (auch Weiersbek) war ein Bach in der Gegend des Grindel in Hamburg-Harvestehude und Hamburg-Rotherbaum. Sie war ein Nebenfluss der Isebek (heutiger Isebekkanal).

## Verlauf
Die Wevelsbek entsprang laut einer Karte von 1600 an der heutigen Grindelallee nahe dem Grindelhof. Die Quelle lag in unmittelbarer Nähe zur Quelle der Hundebek (Hundeteich), ein Zusammenhang ist nicht bekannt. Die Wevelsbek verlief in nordwestlicher Richtung entlang der Grindelallee und dem Grindelberg und mündete südwestlich der heutigen Hoheluftbrücke in die Isebek.
Im Jahre 1880 bezeichnet C. F. Gaedechens den Bach als kleine Wevelsbek, die längs des Grindelbergs fließt. Aus der Beschreibung geht nicht hervor, ob der Bach noch existent ist.

## Heutige Situation
Der Verlauf existiert noch als trockene, fluviale Hohlform.
Dem Bezirksamt Eimsbüttel liegen keine gegenwärtigen oder historischen Informationen vor.